# Consiliul Ministerial pentru Afaceri Comune al Monarhiei Austro-Ungare
Consiliul Ministerial pentru Afaceri Comune al Monarhiei Austro-Ungare (în germană Ministerrat für gemeinsame Angelegenheiten, prescurtat gemeinsames Ministerium), apărut după Compromisul austro-ungar din 1867, a fost comitetul de consiliere și de pregătire a deciziilor monarhului în calitatea sa de împărat al Austriei și de rege al Ungariei.
Consiliul Ministerial comun consta din cele trei ministere comune și din prim-miniștrii ambelor jumătăți ale monarhiei. Pe politicienii care aparțineau Consiliului Ministerial comun îi numea și îi destituia însuși monarhul, care nu era nevoit, în această privință, să asculte de vreo propunere oficială. Monarhului îi era permis să conducă în mod personal ședințele Consiliului. 

## Funcție și dezvoltare
La început, membri ai Consiliului Ministerial erau doar cei trei miniștri comuni:
- ministrul casei imperiale și regale și al externelor ca președinte al Consiliului Ministerial în cazul absenței monarhului,
- ministrul imperial și regal de război (până în 1911 numit ministrul imperial de război / Reichskriegsminister) și
- ministrul finanțelor comune (până în  1903 numit ministrul imperial de finanțe / Reichsfinanzminister).

Începând cu 1869 au început să ia parte în mod oportun la întruniri și prim-miniștrii austriac și maghiar care aveau drept de vot, iar în caz de necesitate participau și alți miniștri ai ambelor guverne, precum și alți înalți funcționari.
Adesea era prezent și șeful de stat major, care avea dreptul să raporteze direct monarhului. Prezența monarhului rămânea la propria lui alegere.
Doar primul președinte al Consiliului Ministerial comun a purtat titlul de cancelar imperial (Reichskanzler), care corespundea dorințelor împăratului și politicienilor de vârf ai vechilor țări ale coroanei, dar care nu mai era conform realității politice. Reprezentanții tot mai emancipatului în timp Regat al Ungariei au avut grijă ca, începând cu 1871, președintele Consiliului Ministerial să nu mai poarte acest titlu nerealist. La dorința părții maghiare, în 1903 s-a renunțat și la titlul de ministru imperial de finanțe / Reichsfinanzminister, iar din 1911 nu s-a mai folosit nici titlul de ministru imperial de război / Reichskriegsminister; în locul lor au fost introduse denumirile de ministru al finanțelor comune / Gemeinsamer Finanzminister (pentru a-l deosebi de cei doi miniștri de finanțe ai celor două jumătăți ale monarhiei) și de ministru de război / Kriegsminister (în guvernele celor două jumătăți ale monarhiei nu exista nici un „minister de război”, doar „ministerele apărării” cezaro-crăiesc și regal maghiar).  
Domeniul de competență al Consiliului Ministerial comun se limita, potrivit legilor de bază ale Compromisului austro-ungar, la politica externă, la politica de război și la finanțarea ambelor acestor politici, precum și la principiile legislative ale monarhiei austro-ungare și la cooperarea în cadrul negocierilor periodice (o dată la zece ani) dintre Cisleithania și Transleithania, care aveau ca scop în primul rând adaptarea aranjamentelor financiare convenite de cele două state prin Compromisul austro-ungar.
Ținând cont de particularitățile, de situația și de competențele Consiliului Ministerial comun, se poate spue doar cu mari rețineri și în mod foarte forțat că acesta era un guvern comun al Austro-Ungariei. Consiliului Ministerial comun era înainte de toate cel mai înalt organ de consiliere al monarhului, cabinetul său politic, a cărui principală funcție era discutarea problemelor. În măsura în care problemele erau de însemnătate și priveau aspectele comune ale Dublei Monarhii, în cadrul Consiliului Ministerial se căuta armonizarea intereselor și viziunilor adesea opuse ale guvernelor de la Viena și de la Budapesta. Potrivit protocoalelor Consiliului Ministerial comun, prim-miniștrii părții maghiare trebuiau să ia parte activ la dezbateri și nici un singur pas important nu putea fi făcut fără consimțământul lor. 
Cea mai grea de consecințe hotărâre a Consiliului Ministerial a fost recomandarea dată în iulie 1914 împăratului și regelui de a declara război Regatului Serbiei. Declarația de război a fost înaintată în numele monarhului de ministrul de externe imperial și regal.
În Primul Război Mondial a domnit un contrast între ritmul rapid al desfășurării războiului și lentoarea, pasivitatea structurii constituționale a monarhiei. În cursul târziu al războiului, sub împăratul Carol I, Consiliul Ministerial comun a fost limitat la consiliere și la ponderarea problemelor comune. Puterea monarhului, o ultimă rămășiță a absolutismului, a împins la o parte Consiliul Ministerial ca parte a structurii constituționale. Însă din cauza lipsei sale de experiență și a influențabilității sale, sfera și autoritatea puterii lui Carol au fost transpuse asupra persoanei ministrului de externe și a clicii acestuia, care au supravegheat exercitarea puterii.
În 24 octombrie 1918 a avut loc ultima întrunire a Consiliului Ministerial comun; cu acordul monarhului, Ungaria a pus capăt uniunii reale cu Austria între jumătatea și sfâșitul lunii octombrie 1918. Miniștrii în funcție ai celor trei ministere pentru afaceri comune care au existat până în 31 octombrie 1918 (externe: Gyula Andrássy der Jüngere / Ludwig von Flotow; război: Rudolf Stöger-Steiner și finanțe: Alexander Spitzmüller / Paul Kuh-Chrobak) în timpul guvernării Lammasch din Cisleithania, au avut ca misiune lichidarea ministerelor lor din Viena, ceea ce s-a făcut, după destituirea monarhului în 12 noiembrie 1918, sub supravegherea guvernului Renner I al Austriei Germane.